# Parque nacional Chebera Churchura

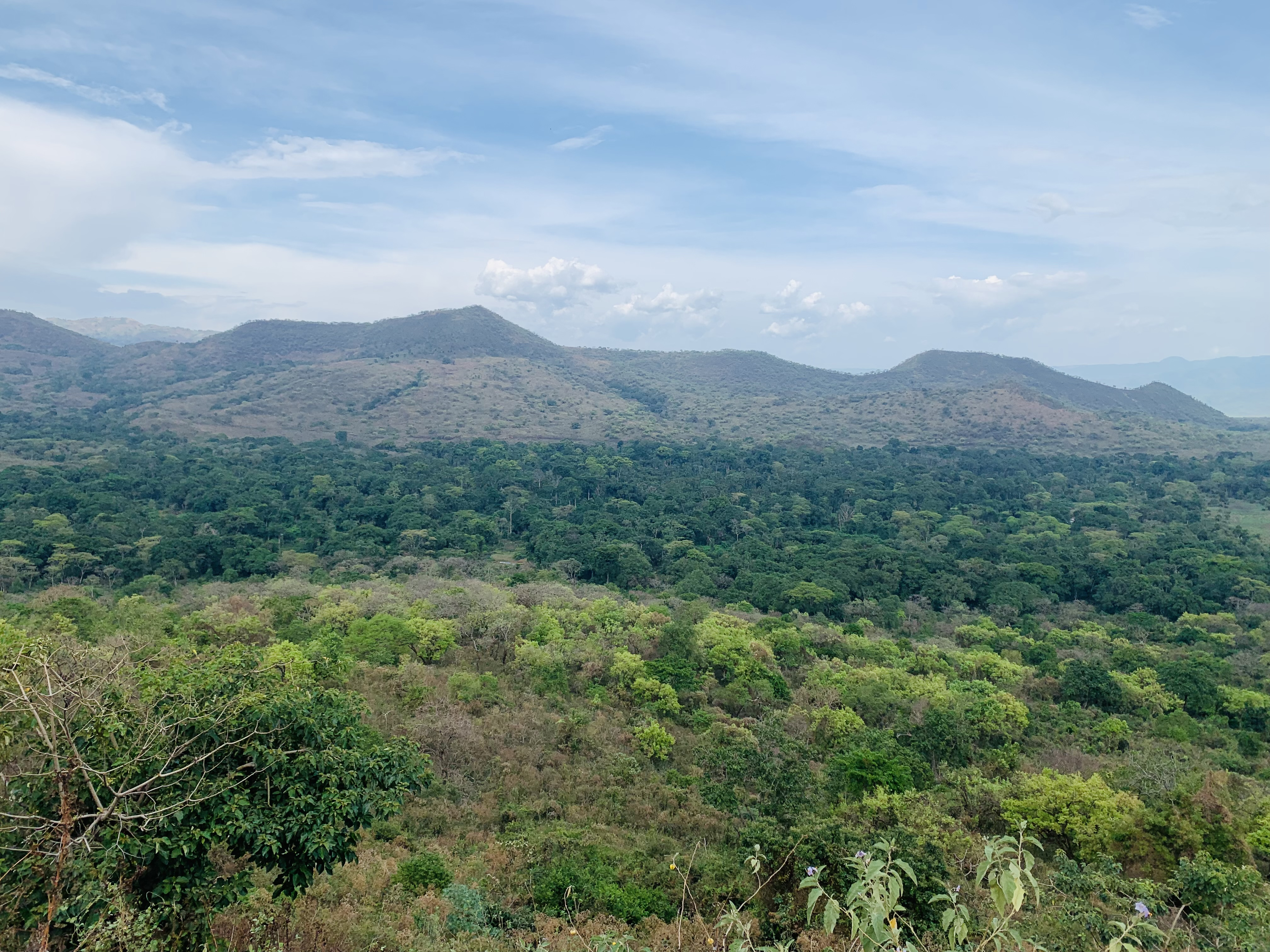
Paisagem do Parque Nacional Chebera Churchura

O Parque Nacional Chebera Churchura é um parque nacional localizado na Região das Nações, Nacionalidades e Povos do Sul, no sudoeste da Etiópia. O parque foi fundado pelo governo regional em 2005.
O parque cobre 1.250 km² e contém quatro tipos de habitat. A maior parte do parque, 62%, é pastagem arborizada dominada por capim-elefante (Pennisetum purpureum), com bosques montanos compreendendo 29% e o restante sendo composto de floresta ribeirinha. 37 espécies de mamíferos grandes, incluindo elefantes africanos, foram registradas no parque, além de 237 espécies de aves.